# Wellingborough
Wellingborough este un oraș și un district nemetropolitan în Regatul Unit, în comitatul Northamptonshire, regiunea East Midlands, Anglia. Districtul are o populație de 75.500 locuitori, din care 46.959 locuiesc în orașul propriu zis Wellingborough.